# Paul Ariste
Paul Ariste (bis 1927: Paul Berg,  russisch Пауль Александрович Аристэ; * 3. Februar 1905 in Võtikvere, Landgemeinde Torma, Kreis Jõgeva; † 2. Februar 1990 in Tartu) war ein estnischer Sprachwissenschaftler.

## Leben und Wirken
Von 1925 bis 1929 studierte er an der Universität Tartu. 1931 verteidigte er seine Magisterarbeit mit dem Titel „Estnisch-schwedische Lehnwörter in der estnischen Sprache“ an der Universität Tartu. 1939 verteidigte er seine Doktorarbeit unter dem Titel „Hiiu murrete häälikud“ (Laute des Hiiu-Dialekts) an der Universität Tartu.
Ab 1933 war er Lehrkraft an der Universität Tartu (später Staatliche Universität Tartu). Von 1944 bis 1946 hatte er den Lehrstuhls für estnische Sprache sowie für Finno-ugrische Sprachen inne; von 1946 bis 1977 war er Leiter des Lehrstuhls für finnougrische Sprachen. Lidija Wassikowa war eine Aspirantin bei ihm.
In den 1940er Jahren saß Ariste zeitweilig in sowjetischen Strafanstalten ein. Diese Erfahrung schüchterte ihn ein und machte ihn zumindest äußerlich loyal gegenüber den Machthabern.
Das bevorzugte Untersuchungsobjekt von Paul Ariste war die Wotische Sprache sowie wotische Folklore und Ethnografie. Dennoch war sein Arbeitsgebiet sehr breit. Ariste veröffentlichte ungefähr 1.300 wissenschaftliche Arbeiten, darunter rund 50 Bücher.
Ariste lehrte finnougrische Sprachen, allgemeine Sprachwissenschaft, Finnisch, Schwedisch, Lettisch, Niederdeutsch und Esperanto.
Paul Ariste begründete die estnische Schule der Finnougristik und bildete viele Sprachwissenschaftler aus den Reihen der finno-ugrischen Völker der Sowjetunion aus. Er war der Betreuer von 60 Dissertationen. Von 1965 bis 1990 war er Chefredakteur der Linguistica Uralica, einer wissenschaftlichen Zeitschrift für Uralistik.
Ariste war bekannt als polyglott. Das Erlernen einer Sprache begann er stets, indem er sich zunächst gründlich mit ihrer Phonetik bekanntmachte.
Nachdem Ariste entdeckt hatte, dass das estnische Wort „manguma“ (dt. betteln) aus dem Romani stammte, begann er, diese Sprache zu lernen und sie bei jeder sich bietenden Gelegenheit zu benutzen. Es heißt, dass er von Zigeunern als „weißer Zigeuner“ bezeichnet worden sei.

## Auszeichnungen
- 1954 Mitglied der Akademie der Wissenschaften der Estnischen SSR
- Ehrendoktor mehrerer internationaler Universitäten, darunter der Universität Helsinki
- Ehrenmitglied zahlreicher internationaler wissenschaftlicher Gesellschaften

## Persönliches
Paul Ariste war mit einer Lettin verheiratet. Dennoch traute er sich aus Angst, sich in der Aussprache zu irren, nicht lettisch zu sprechen.
Ariste hatte eine sehr hohe Stimme.
Es war der Wunsch Aristes, jedes Jahr die meisten Veröffentlichungen unter den Lehrkräften der Universität Tartu zu erreichen, was ihm auch gelang.
Ariste zeigte ein großes Interesse gegenüber seinen Studenten und allgemein gegenüber seinen Mitmenschen. Angeblich soll er 100.000 Esten gekannt haben.
Ariste bevorzugte männliche Studenten, da er sie für fähiger hielt. Finnougristikstudenten lud er entsprechend alter Sitte in ein Café ein.
Ariste wurde orthodox getauft und auch entsprechend orthodoxer Traditionen beerdigt.